# Copa Libertadores da América de Futebol Feminino de 2013
A Copa Libertadores de Futebol Feminino de 2013 foi a quinta edição da competição organizada pela Confederação Sul-Americana de Futebol (CONMEBOL). Irá acontecer em outubro na cidade de Foz do Iguaçu.

## Equipes classificadas
Estas foram as equipes participantes:
| Associação | Equipe                 | Classificado por                                                        |
| ---------- | ---------------------- | ----------------------------------------------------------------------- |
| CONMEBOL   | Colo-Colo              | Campeã da Libertadores Feminina de 2012 e do Campeonato Chileno de 2012 |
| CONMEBOL   | Foz Cataratas          | Representante do país anfitrião                                         |
| Argentina  | Boca Juniors           | Campeã do Campeonato Argentino de 2012/13                               |
| Bolívia    | Mundo Futuro           | Campeã do Campeonato Boliviano de 2013                                  |
| Brasil     | São José-SP            | Campeã da Copa do Brasil de 2012                                        |
| Chile      | Everton                | Vice-campeã do Campeonato Chileno de 2012                               |
| Colômbia   | Formas Íntimas         | Vencedor da partida de classificação                                    |
| Equador    | Rocafuerte             | Campeã do Campeonato Equatoriano de 2013                                |
| Paraguai   | Cerro Porteño          | Campeã do Campeonato Paraguaio de 2012                                  |
| Peru       | Sport Girls            | Campeã do Campeonato Peruano de 2013                                    |
| Uruguai    | Nacional               | Campeã do Campeonato Uruguaio de 2012                                   |
| Venezuela  | Estudiantes de Guárico | Campeã do Campeonato Venezuelano de 2013                                |

## Sedes
| Foz do Iguaçu      | Foz do Iguaçu       |
| ------------------ | ------------------- |
| Estádio do ABC     | Estádio Pedro Basso |
| Capacidade: 12 565 | Capacidade: 6 000   |

## Árbitros
A Comissão de Árbitros da CONMEBOL selecionou onze árbitras e onze assistentes para o torneio.
| Árbitros                               | Assistentes                                |
| -------------------------------------- | ------------------------------------------ |
| ARG Estela Álvarez                     | ARG Daiana Milone                          |
| BOL Sirley Cornejo                     | BOL Liliana Bejarano                       |
| BRA Simone Xavier BRA Daniela Coutinho | BRA Janette Arcanjo BRA Katiuscia Mendonça |
| CHI Maria Carvajal                     | CHI Leslie Vazquez                         |
| COL Viviana Muñoz                      | COL Luz Amalia Ruíz                        |

| Árbitros              | Assistentes           |
| --------------------- | --------------------- |
| ECU Juana Delgado     | ECU Mónica Amboya     |
| PAR Zulma Quiñonez    | PAR Nadia Weiler      |
| PER Silvia Reyes      | PER Marlene Leyton    |
| URU Gabriela Bandeira | URU Luciana Mascaraña |
| VEN Yanina Mujica     | VEN Yoly Garcia       |

## Primeira fase
|  | Equipes classificadas para a fase final |
|  | Melhor segundo colocado                 |
|  | Equipes eliminadas                      |

Todas as partidas estão no horário local (UTC−3).

### Grupo A
| Equipe       | Pts | J | V | E | D | GP | GC | SG  |
| ------------ | --- | - | - | - | - | -- | -- | --- |
| Colo-Colo    | 7   | 3 | 2 | 1 | 0 | 16 | 4  | +12 |
| Mundo Futuro | 7   | 3 | 2 | 1 | 0 | 7  | 4  | +3  |
| Nacional     | 3   | 3 | 1 | 0 | 2 | 5  | 10 | –5  |
| Sport Girls  | 0   | 3 | 0 | 0 | 3 | 2  | 12 | –10 |

|              | COL | NAC | SGI | MUN |
| ------------ | --- | --- | --- | --- |
| Colo Colo    | —   | 5–1 | 8–0 | 3–3 |
| Nacional     | 1–5 | —   | 3–2 | 1–3 |
| Sport Girls  | 0–8 | 2–3 | —   | 0–1 |
| Mundo Futuro | 3–3 | 3–1 | 1–0 | —   |

### Grupo B
| Equipe        | Pts | J | V | E | D | GP | GC | SG  |
| ------------- | --- | - | - | - | - | -- | -- | --- |
| São José-SP   | 9   | 3 | 3 | 0 | 0 | 4  | 0  | +4  |
| Cerro Porteño | 6   | 3 | 2 | 0 | 1 | 11 | 4  | +7  |
| Rocafuerte    | 3   | 3 | 1 | 0 | 2 | 3  | 4  | –1  |
| Everton       | 0   | 3 | 0 | 0 | 3 | 1  | 11 | –10 |

|               | SJO | CPO | EVE | ROC |
| ------------- | --- | --- | --- | --- |
| São José      | —   | 1–0 | 2–0 | 1–0 |
| Cerro Porteño | 0–1 | —   | 8–1 | 3–2 |
| Everton       | 0–2 | 1–8 | —   | 0–1 |
| Rocafuerte    | 0–1 | 2–3 | 1–0 | —   |

### Grupo C
| Equipe                 | Pts | J | V | E | D | GP | GC | SG |
| ---------------------- | --- | - | - | - | - | -- | -- | -- |
| Formas Íntimas         | 7   | 3 | 2 | 1 | 0 | 6  | 2  | +4 |
| Estudiantes de Guárico | 4   | 3 | 1 | 1 | 1 | 3  | 4  | –1 |
| Boca Juniors           | 3   | 3 | 1 | 0 | 2 | 5  | 6  | –1 |
| Foz Cataratas          | 2   | 3 | 0 | 2 | 1 | 3  | 5  | –2 |

|                        | FCA | BOC | FOI | EGU |
| ---------------------- | --- | --- | --- | --- |
| Foz Cataratas          | —   | 1–3 | 1–1 | 1–1 |
| Boca Juniors           | 3–1 | —   | 1–3 | 1–2 |
| Formas Íntimas         | 1–1 | 3–1 | —   | 2–0 |
| Estudiantes de Guárico | 1–1 | 2–1 | 0–2 | —   |

### Melhor segundo colocado
A equipe com melhor índice técnico entre as equipes segundo colocadas de todos os grupos avançou para as semifinais.
| Equipe                 | Pts | J | V | E | D | GP | GC | SG | Grupo |
| ---------------------- | --- | - | - | - | - | -- | -- | -- | ----- |
| Mundo Futuro           | 7   | 3 | 2 | 1 | 0 | 7  | 4  | +3 | A     |
| Cerro Porteño          | 6   | 3 | 2 | 0 | 1 | 11 | 4  | +7 | B     |
| Estudiantes de Guárico | 4   | 3 | 1 | 1 | 1 | 3  | 4  | –1 | C     |

## Fase final
A fase final teve a seguinte composição:
|  | Semifinais            | Semifinais            |   |                       | Final                 | Final |  |
|  |                       |                       |   |                       |                       |       |  |
|  | 4 de novembro - 17:00 |                       |   |                       |                       |       |  |
|  | Colo-Colo             | 1 (0)                 |   |                       |                       |       |  |
|  | São José-SP (pen)     | 1 (3)                 |   |                       |                       |       |  |
|  |                       |                       |   |                       |                       |       |  |
|  |                       |                       |   |                       | 7 de novembro - 18:00 |       |  |
|  |                       |                       |   |                       | São José-SP           | 3     |  |
|  |                       | Formas Íntimas        | 1 |                       |                       |       |  |
|  |                       |                       |   |                       |                       |       |  |
|  |                       |                       |   |                       |                       |       |  |
|  |                       |                       |   |                       | Terceiro lugar        |       |  |
|  | 4 de novembro - 20:00 | 4 de novembro - 20:00 |   | 7 de novembro - 10:30 | 7 de novembro - 10:30 |       |  |
|  | Formas Íntimas        | 4                     |   | Colo-Colo             | 6                     |       |  |
|  | Mundo Futuro          | 1                     |   |                       | Mundo Futuro          | 3     |  |

### Semifinais
| 4 de novembro | Colo-Colo   | 1 – 1 | São José-SP        | Estádio do ABC, Foz do Iguaçu |
| 17:00         | Ascanio 60' |       | Giovania 89' (pen) | Árbitro: VEN Yanina Mujica    |

|  |       | Penalidades |
|  | 0 – 3 |             |

| 4 de novembro | Formas Íntimas                                              | 4 – 1 | Mundo Futuro | Estádio do ABC, Foz do Iguaçu |
| 20:00         | Yisela Cuesta 11' · Yessica 16' · Peñaloza 48' · Pineda 73' |       | Zamorano 81' | Árbitro: ARG Estela Álvarez   |

### Terceiro lugar
| 7 de novembro | Colo-Colo                                                       | 6 – 3 | Mundo Futuro                 | Estádio do ABC, Foz do Iguaçu |
| 10:30         | Banini 21' · Yesenia 42' · Aedo 59' 76' · Roa 63' · Ascanio 86' |       | Zamorano 39' 88' · Morón 71' | Árbitro: PAR Zulma Quiñonez   |

### Final
| 7 de novembro | São José-SP                               | 3 – 1 | Formas Íntimas | Estádio do ABC, Foz do Iguaçu  |
| 18:00         | Priscilinha 11' · Dani 20' · Gislaine 53' |       | Ospina 10'     | Árbitro: URU Gabriela Bandeira |

## Premiação
| Copa Libertadores da América Feminina de 2013 |
| Brasil                                        |
| --------------------------------------------- |
| SÃO JOSÉ Campeão (2º título)                  |

## Artilharia
7 gols (1)
- BOL Zamorano (Mundo Futuro)

6 gols (1)
- ARG Banini (Colo Colo)

4 gols (1)
- COL Cuesta (Formas Íntimas)

3 gols (5)
- CHI Sáez (Colo Colo)
- CHI Soto (Colo Colo)
- BOL Morón (Mundo Futuro)
- PAR Aquino (Cerro Porteño)
- VEN Ascanio (Colo Colo)